# COVID-19-Pandemie in Tadschikistan
Die COVID-19-Pandemie in Tadschikistan von 2020/2021 trat als regionales Teilgeschehen des weltweiten Ausbruchs der Atemwegserkrankung COVID-19 auf und beruhte auf Infektionen mit dem Ende 2019 neu aufgetretenen Virus SARS-CoV-2 aus der Familie der Coronaviren. Die COVID-19-Pandemie breitete sich seit Dezember 2019 von China ausgehend aus. Ab dem 11. März 2020 stufte die Weltgesundheitsorganisation (WHO) das Ausbruchsgeschehen des neuartigen Coronavirus als Pandemie ein.

## Verlauf und Maßnahmen
Die COVID-19-Pandemie trat in Tadschikistan seit Anfang Mai 2020 in Erscheinung, als das Land die ersten Fälle an die Weltgesundheitsorganisation (WHO) meldete. Die autoritäre Regierung von Tadschikistan behauptet damals, schon frühzeitig große Versammlungen verboten und die Verwendung von Masken verordnet zu haben.
Trotz der weltweiten Corona-Krise und weitläufig verhängter Ausgangssperren startete in Tadschikistan Anfang April 2020 regulär die neue Fußball-Saison. Vergleichbare Entscheidungen konnten auch in ebenfalls autoritär regierten Ländern beobachtet werden, etwa während der COVID-19-Pandemie in Belarus oder während der COVID-19-Pandemie in Turkmenistan.
Am 3. Juli 2021 wurde eine allgemeine Impfpflicht für alle Bürger über 18 Jahre eingeführt.

## Statistik
Die Fallzahlen entwickelten sich während der COVID-19-Pandemie in Tadschikistan wie folgt:

### Infektionen

Bestätigte Infizierte in Tadschikistan nach Daten der WHO. Oben kumuliert, unten Tageswerte Anfang Februar 2021 erklärte Präsident Rahmon Tadschikistan für Coronavirus-frei. Wie die Grafik zeigt wurden seit dem keine weiteren Infektionen an die WHO gemeldet.

### Todesfälle

Bestätigte Todesfälle in Tadschikistan nach Daten der WHO. Oben kumuliert, unten Tageswerte Anfang Februar 2021 erklärte Präsident Rahmon Tadschikistan für Coronavirus-frei. Wie die Grafik zeigt, wurden seitdem keine weiteren Todesfälle an die WHO gemeldet.